# جيم غالاغير جونيور
جيم غالاغير جونيور (بالإنجليزية: Jim Gallagher Jr.)‏ هو لاعب غولف أمريكي، ولد في 24 مارس 1961 في جونستاون في الولايات المتحدة.

## وصلات خارجية
- الموقع الرسمي
- جيم غالاغير جونيور على موقع رابطة لاعبي الغولف المحترفين (الإنجليزية)
- جيم غالاغير جونيور على موقع رابطة اليابان للاعبي الغولف المحترفين (الإنجليزية)
- جيم غالاغير جونيور على موقع التصنيف العالمي الرسمي للغولف (الإنجليزية)